# Star Wars Rebels
Star Wars Rebels är en animerad TV-serie, producerad av Lucasfilm och Lucasfilm Animation. Den utspelar sig mellan de två filmerna Star Wars: Episod III – Mörkrets hämnd och Stjärnornas krig, då Rymdimperiet säkrar sin makt i galaxen och jagar de sista Jedi-riddarna medan en allt mer växande rebellallians mot imperiet börjar ta form. Seriens huvudperson är Ezra.
Serien hade premiär den 3 oktober 2014 i form av ett 44 minuter långt specialavsnitt på Disney Channel, och sänds sedan den 13 oktober 2014 på Disney XD.

## Rollista
| Engelska röstskådespelare           | Svenska röstskådespelare                                   | Roll                   |
| ----------------------------------- | ---------------------------------------------------------- | ---------------------- |
| Taylor Gray                         | Natanael Horn Weitzberg                                    | Ezra Bridger           |
| Freddie Prinze Jr.                  | Joakim Nätterqvist                                         | Kanan Jarrus           |
| Vanessa Marshall                    | Sara Huss Kleimar                                          | Hera Syndulla          |
| Tiya Sircar                         | Mikaela Ardai Jennefors                                    | Sabine Wren            |
| Steve Blum                          | Björn Bengtsson (säsong 1)/Gerhard Hoberstorfer (säsong 2) | Garazeb "Zeb" Orrelios |
| David Oyelowo                       | Daniel Goldmann                                            | Agent Kallus           |
| Jason Isaacs                        | Roger Storm                                                | Grand Inquisitor       |
| David Shaughnessy                   | Magnus Mark                                                | Arekso                 |
| David Shaughnessy                   | Fredde Granberg                                            | Grint                  |
| Lars Mikkelsen                      | Björn Andresen                                             | Storadmiral Thrawn     |
| James Earl Jones                    | Johan Schinkler                                            | Darth Vader            |
| Samuel Witwer                       | Ole Ornered                                                | Darth Maul             |
| James Arnold Taylor/Stephen Stanton | Dan Bratt                                                  | Obi-Wan Kenobi         |
| Julie Dolan                         | Anneli Heed                                                | Prinsessan Leia        |